# Alfred Wrzeski
Alfred Wrzeski (ur. 22 kwietnia 1940 w Katowicach, zm. 8 grudnia 2019) – polski piłkarz ręczny, mistrz i reprezentant Polski, trener i działacz sportowy.

## Życiorys

### Kariera klubowa
Jest wychowankiem AZS Katowice, w którego barwach debiutował w 1956 w I lidze, a w 1957 wywalczył wicemistrzostwo Polski w odmianie 11-osobowej. Od 1961 grał w barwach Śląska Wrocław. W barwach wrocławskiego klubu zdobył sześć tytułów mistrza Polski w odmianie 7-osobowej (1962, 1963, 1965, 1967, 1972, 1973) i sześć tytułów mistrza Polski w odmianie 11-osobowej (1961, 1962, 1963, 1964, 1965, 1966), cztery tytuły mistrza Polski w odmianie 7-osobowej (1966, 1969, 1970, 1971) oraz brązowy medal w odmianie 7-osobowej w 1968. Ponadto w 1965 i 1969 wywalczył z drużyną Puchar Polski. Karierę zakończył w 1974.

### Kariera reprezentacyjna
W reprezentacji Polski juniorów debiutował w 1958, w reprezentacji Polski seniorów w 1960. W 1963 i 1966 wystąpił na mistrzostwach świata w odmianie 11-osobowej, zajmując z drużyną w obu startach 4. miejsce. W 1967 wystąpił na mistrzostwach świata w odmianie 7-osobowej, zajmując z drużyną 9-12. miejsce. Łącznie w I reprezentacji Polski zagrał w latach 1960–1967 w 29 spotkaniach, zdobywając 44 bramki – w odmianie 7-osobowej oraz w latach 1962–1966 w 16 spotkaniach, zdobywając 5 bramek – w odmianie 11-osobowej.

### Kariera trenerska
Był trenerem grającej w II lidze Sparty Katowice (1974–1978), Pogoni Zabrze (1978–1981), z którą w 1979 zdobył wicemistrzostwo Polski, Grunwaldu Ruda Śląska (1983–1990), Doukas Ateny (1990–1992), GAS Kilkis Saloniki (1992–1993), żeńskich drużyn AZS Katowice (1993–1995) i Zgody Bielszowice (1995–1997) i ponownie Pogoni Zabrze (1997–1999).

### Działalność organizacyjna
W latach 1993–1996 był szefem wyszkolenia, w latach 1996–2004 wiceprezesem, w latach 2004–2016 prezesem Śląskiego Związku Piłki Ręcznej, w 2016 został honorowym prezesem ŚZPR.

### Wyróżnienia
W 1994 otrzymał Diamentową Odznakę ZPRP, w 2012 Odznakę Diamentową z Wieńcem za Zasługi dla Piłki Ręcznej. W 2014 odznaczony Srebrnym Krzyżem Zasługi.